# Tom Blyth
Tom Keir Blyth (Birmingham, 1995. február 2. –) angol színész.
Filmjei közé tartozik az Áldás (2021) és Az éhezők viadala: Énekesmadarak és kígyók balladája (2023). 2022-től a Billy, a kölyök című sorozatban alakít címszerepet.

## Pályafutása
Birminghamben született, és Nottingham külvárosában, Woodthorpe-ban nőtt fel. Édesapja Gavin Blyth producer, akit 15 éves korában elveszített. Gyerekkorának nagy részét North Yorkshire-ben töltötte, az általános iskolát Tockwith-ben végezte, majd az Arnold Hill Akadémiára és a Bilborough College-ba járt. Édesanyja, Charlotte karriertanácsadóként dolgozott, aki beíratta drámaórákra a Central Junior Television Workshophoz. Majd csatlakozott a National Youth Theatre of Great Britain-hez. Blyth egyetemi éveit a New York-i Juilliard Schoolban töltötte, ahol 2020-ban végzett.

## Karrierje
Pályafutását kis mellékszerepekkel kezdte, játszott a Madárlesők (2009) és a Robin Hood (2010) című filmekben. 2018-ban Richard Mason oldalán szerepelt a Scott és Sid című brit filmdrámában, ahol Sidet alakította. A Juilliard elvégzése után Glen Byam Shaw angol színész és színházi rendező szerepét kapta meg a Terence Davies által rendezett Áldás (2021) című életrajzi drámafilmben, amelyet a következő évben, 2022-ben mutattak be a mozikban.
2022-ben Blyth vendégszerepet kapott az HBO Az aranykor sorozatában, ahol Archie Baldwin szerepét játszotta. Ő alakította a címszereplőt a Billy, a kölyök westernsorozatban, amit az MGM+ gyártott. A 2023-as Az éhezők viadala: Énekesmadarak és kígyók balladája című filmben, Az éhezők viadala filmsorozat előzménytörténetében főszereplőként a fiatal Coriolanus Snowt alakította. Felkérték a készülőben lévő Discussion Materials című vígjátékban való szereplésre, amelyet Bill Keenan azonos című memoárjából adaptáltak, Ernest Hemingway Búcsú a fegyverektől című regényének feldolgozásaként.

## Filmográfia

### Film
| Év   | Magyar cím                                           | Eredeti cím                                        | Szerep          | Megjegyzések                 |
| ---- | ---------------------------------------------------- | -------------------------------------------------- | --------------- | ---------------------------- |
| 2010 | Robin Hood                                           | Robin Hood                                         | gyermek         |                              |
| 2010 | Madárlesők                                           | Pelican Blood                                      | fiatal Nikko    |                              |
| 2014 |                                                      | Fibs                                               | Will            | rövidfilm                    |
| 2015 |                                                      | Fluffy                                             | bohóc           | rövidfilm                    |
| 2016 |                                                      | Wash Club                                          | Doug            | rövidfilm                    |
| 2018 |                                                      | Scott and Sid                                      | Sid             |                              |
| 2021 | Áldás                                                | Benediction                                        | Glen Byam Shaw  |                              |
| 2023 | Az éhezők viadala: Énekesmadarak és kígyók balladája | The Hunger Games: The Ballad of Songbirds & Snakes | Coriolanus Snow | magyar hangja L. Nagy Attila |

### Televízió
| Év    | Magyar cím      | Eredeti cím    | Szerep                    | Megjegyzések |
| ----- | --------------- | -------------- | ------------------------- | ------------ |
| 2018  |                 | Rise           | Fred Perry                | rövidfilm    |
| 2022  | Az aranykor     | The Gilded Age | Archie Baldwin            | 1 epizód     |
| 2022– | Billy, a kölyök | Billy the Kid  | William H. Bonney / Billy | főszereplő   |

## Fordítás
Ez a szócikk részben vagy egészben  a   Tom Blyth című angol Wikipédia-szócikk ezen változatának fordításán alapul.  Az eredeti cikk szerkesztőit annak laptörténete sorolja fel. Ez a jelzés csupán a megfogalmazás eredetét és a szerzői jogokat jelzi, nem szolgál a cikkben szereplő információk forrásmegjelöléseként.